# Villermaó
Villermaó (llamada oficialmente San Miguel de Vilarmao) es una parroquia y una aldea española del municipio de Guntín, en la provincia de Lugo, Galicia.

## Otras denominaciones
La parroquia también es conocida por el nombre de San Miguel de Villermaó.

## Organización territorial
La parroquia está formada por una entidad de población:
- Villermaó (Vilarmaó)

## Demografía
Gráfica demográfica de la aldea y parroquia de Villermaó según el INE español:
| Gráfica de evolución demográfica de Villermaó entre 2000 y 2020 |
|                                                                 |
| Datos según el nomenclátor publicado por el INE.                |